# Sztuka egejska
Sztuka egejska – termin, który obejmuje twórczość artystyczną basenu Morza Egejskiego w okresie od około 2600 p.n.e. do 1100 p.n.e., czyli w epoce brązu. W tym czasie istniały i oddziaływały na siebie nawzajem: 
- sztuka minojska (nazywana też sztuką kreteńską),
- sztuka cykladzka,
- sztuka helladzka, której ostatni okres nazywany jest sztuką mykeńską.

Chronologia względna sztuki egejskiej w najogólniejszych zarysach prezentuje się następująco: okres wczesnoegejski (2600—2001 p.n.e.), średnioegejski (2000—1600 p.n.e.) i późnoegejski (1600—1101 p.n.e.).
Sztuka egejska, po najeździe plemion doryckich, dała podwaliny dla rozwoju sztuki starożytnej Grecji. 
Tereny Grecji zamieszkiwane były już w VI tysiącleciu p.n.e. Najstarsze osiedle rolnicze zostało odkryte na wyspie Cypr w miejscowości Chirokitia. Jest ono datowane na ok. 5600 p.n.e. W Atenach i w Troi najstarsze ślady osadnictwa pochodzą z przełomu IV i III tysiaclecia p.n.e. Najstarsze znaleziska z epoki brązu zostały odkryte na Cykladach, Krecie i wybrzeżu Azji Mniejszej. Tereny położone na lądzie stałym rozwijały się wolniej. Epoka brązu rozpoczęła się na nich w drugiej połowie III tysiąclecia p.n.e.